# 河床形態
河床形態（かしょうけいたい）とは、一般には河川の底を構成している砂や礫が水の流れで輸送されることによって形成される地形のことである。流れと河床面との間に発生する界面不安定によって，周期的な波状地形が発生する場合，河床波と呼ばれることもある。特に河床波を意味する河床形態は、空間的スケールによって大きく2種類に分類され、空間的スケールが粒径程度から水深程度のものを小規模河床形態、また川幅程度に及ぶものを中規模河床形態と呼ぶ。

## 主な項目
- 中規模河床形態
- 小規模河床形態
- 石礫底
- 砂礫底